# IG Bau-Steine-Erden
Die Industriegewerkschaft Bau-Steine-Erden (IG BSE) war eine Gewerkschaft des Deutschen Gewerkschaftsbunds (DGB) mit Sitz in Frankfurt am Main.
Zum 1. Januar 1996 schloss sie sich mit der bereits selbst aufgelösten Gewerkschaft Gartenbau, Land- und Forstwirtschaft zur neuen IG Bauen-Agrar-Umwelt zusammen.

## Vorgeschichte

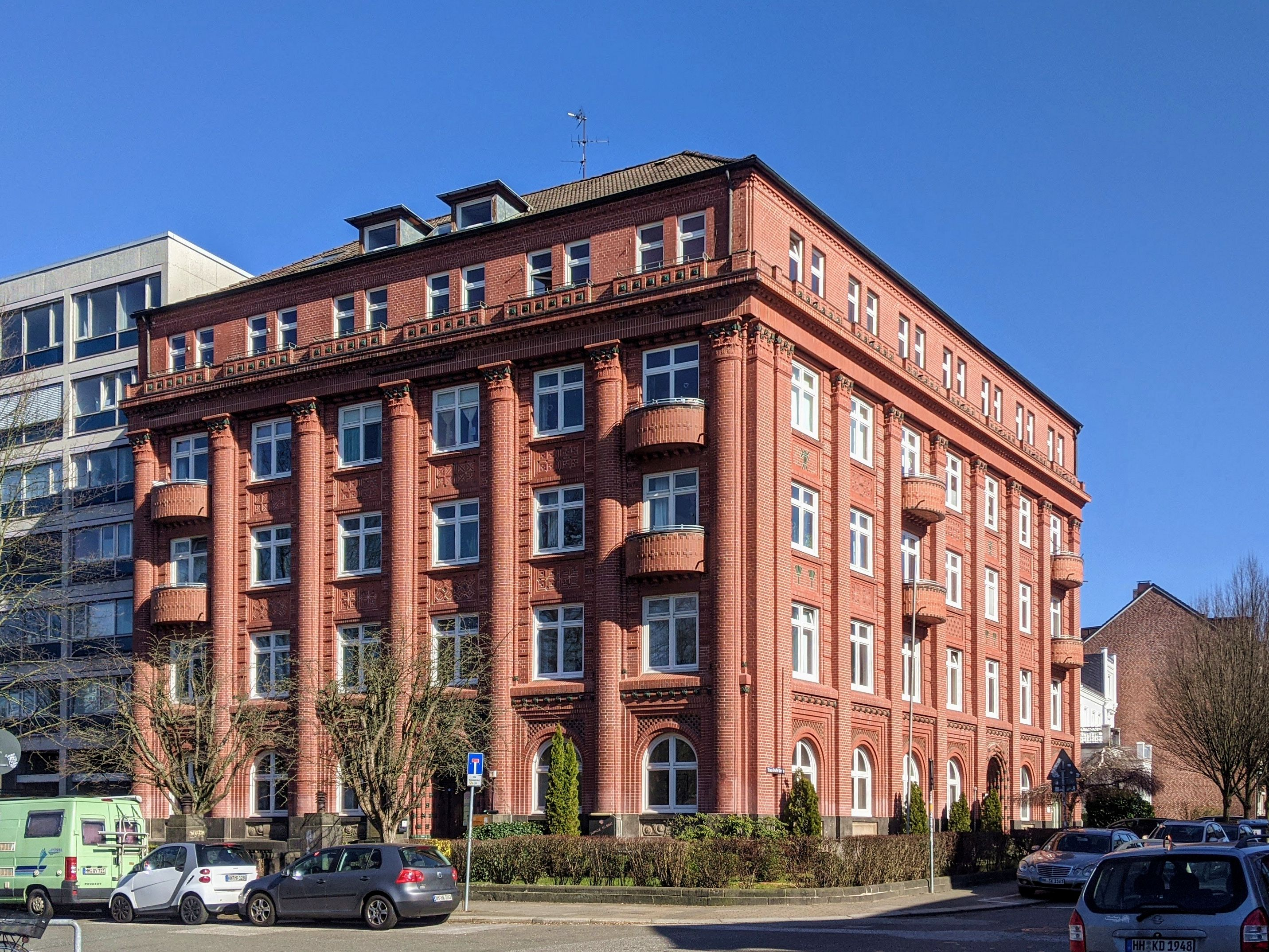
Ehemaliges Bundeshaus des Deutschen Bauarbeiterverbands in Hamburg

Die Geschichte der Arbeiterbewegung in der Bauindustrie reicht bis ins 19. Jahrhundert zurück. Im Jahr 1868 gründete sich der „Allgemeine Deutsche Zimmererverein“, ein Jahr später der „Allgemeine Deutsche Maurerverein“. Beide verstanden sich als politische Kampfverbände im Dienste der Arbeiter. Mit ihren Unterstützungskassen griffen sie Arbeitern bei Streiks finanziell unter die Arme und halfen ihnen im Alter, bei Invalidität, Krankheit, Tod und anderen Notsituationen.
Im Kaiserreich zählte der 1911 gegründete Deutsche Bauarbeiterverband zu den stärksten Gewerkschaften. Er führte rund ein Drittel aller Arbeitskämpfe, obwohl nur 16 Prozent aller Beschäftigten im Baugewerbe arbeiteten. 1923 vereinte sich der Bauarbeiterverband mit dem Zentralverband der Glaser und verwandten Berufsgenossen Deutschlands und dem Zentralverband der Töpfer und Berufsgenossen Deutschlands zum Deutschen Baugewerksbund. Später schlossen sich weitere Verbände an. Das vorläufige Ende kam 1933: Die Nationalsozialisten zerschlugen die Gewerkschaften und zwangen sie in die faschistische Deutsche Arbeitsfront. Erst nach der deutschen Niederlage im Zweiten Weltkrieg konnten wieder unabhängige Gewerkschaften gegründet werden.

## Geschichte
Nach Ende des Zweiten Weltkrieges wurden die Baugewerkschaften zuerst auf lokaler Ebene zugelassen. In den Besatzungszonen der Westmächte gründeten sich zwischen 1946 und 1947 sieben Landesbaugewerkschaften. In der sowjetischen Besatzungszone zeichnete sich 1948 der Bruch mit den Westgewerkschaften ab. Die Gewerkschaften in der Ostzone forderten „die Abkehr von den überholten gewerkschaftlichen Traditionen in der Lohn- und Tarifpolitik“. und gaben ihre Rolle als Vertreter der Arbeitnehmerinteressen gegenüber den Arbeitgebern auf. Die freigewählten Betriebsräte wurden aufgelöst und durch Betriebsgewerkschaftsleitungen ersetzt. Im Westen schlossen sich nach Gründung der Bundesrepublik Deutschland die regionalen Baugewerkschaften am 27./28. August 1949 zusammen – auf dem Vereinigungsgewerkschaftstag in Karlsruhe entstand so die Gewerkschaft Bau-Steine-Erden. Auf dem ordentlichen Gewerkschaftstag in Fulda 1951 wurde die Umbenennung in Industriegewerkschaft Bau-Steine-Erden (IG BSE) beschlossen.
Ab 1949 nutzte die IG BSE den Wirtschaftsaufschwung, um Lohnsteigerungen durchzusetzen. Bis 1953 hatte die Baugewerkschaft schon mehr als 700 Tarifverträge abgeschlossen. In vielen Branchen der Bauwirtschaft verdoppelten sich die Einkommen innerhalb weniger Jahre.
Die IG BSE engagierte sich in der Nachkriegszeit stark für die Förderung des Wohnungsbaus und war, unter anderem, von 1949 bis 1952 Mitglied in der Arbeitsgemeinschaft für produktive Flüchtlingshilfe e. V. und nahm damit aktiv an der Organisation und Durchführung des ersten und größten Wohnungsbauprogramms in Westdeutschland, des ERP-Programms 10.000 Flüchtlingswohnungen in Schleswig-Holstein teil.
Ein großer Erfolg der IG BSE war die Einführung des Schlechtwettergeldes im Jahr 1959. Bis dahin war es normal, dass Arbeitgeber am Bau ihren Arbeitern fristlos kündigten, sobald der Winter einsetzte – und sie dann im Frühling wieder einstellten. Schon 1953 hatte Georg Leber auf dem Gewerkschaftstag in Hamburg einen ausführlichen Redebeitrag über „Witterungsbedingte Ausfälle in der Bauwirtschaft“ gehalten und damit in der IG BSE das Ziel einer wetterunabhängigen Beschäftigung in den Blick genommen. Georg Leber wurde 1957 Bundesvorsitzender der IG BSE – zwei Jahre später schloss die Gewerkschaft mit den Arbeitgebern einen Tarifvertrag „zur Förderung der Aufrechterhaltung der Beschäftigungsverhältnisse während der Winterperiode“ ab.
1961 erregte die Forderung der IG Bau-Steine-Erden, über eine „Vorteilsausgleichskasse“ auch Nichtmitglieder zu Beitragszahlungen an die Gewerkschaft zu zwingen, Aufsehen. Der Versuch, die negative Koalitionsfreiheit zu beseitigen war nicht erfolgreich.
Um Beschäftigten in der Baubranche Urlaubsreisen zu ermöglichen, gründete die IG BSE 1963 mit dem Hauptverband der Deutschen Bauindustrie das Gemeinnützige Erholungswerk (GEW). Ab 1967 eröffnete das GEW zahlreiche Ferienhotels und -zentren, in denen IG BSE-Mitglieder ihren Urlaub zu günstigen Konditionen buchen konnten.
In den 1980er Jahren fand eine innergewerkschaftliche Auseinandersetzung um den Kurs der IG BSE statt. Eine Gruppe um den Stuttgarter Bezirksgeschäftsführer Gerhard Schramm kritisierten die Politik der IG BSE als nicht links genug und forderte eine Kursänderung. Um Gerhard Schramm aus dem Bundesvorstand herauszuhalten, wurde auf dem Gewerkschaftstag 1982 der Vorstand von neun auf sieben Mitglieder verkleinert. Gegen diese Entscheidung und die Vorstandswahl klagte ein Stuttgarter Gewerkschaftsmitglied. Der Bundesgerichtshof gab der Klage weitgehend statt und entschied, dass die Wahl von 5 der 7 Vorstandsmitgliedern ungültig sei. Die Wahl von Konrad Carl wurde hingegen bestätigt. Auf dem Gewerkschaftstag 1985 wurde Konrad Carl klar bestätigt und die Satzungsänderungsanträge der Stuttgarter abgelehnt.
1990 setzte die IG BSE den Tarifvertrag über die 39-Stunden-Woche im Baugewerbe durch. Im selben Jahr wurde die DDR-Gewerkschaft Industriegewerkschaft Bau-Holz in die IG BSE integriert.

## Vorsitzende der IG Bau-Steine-Erden

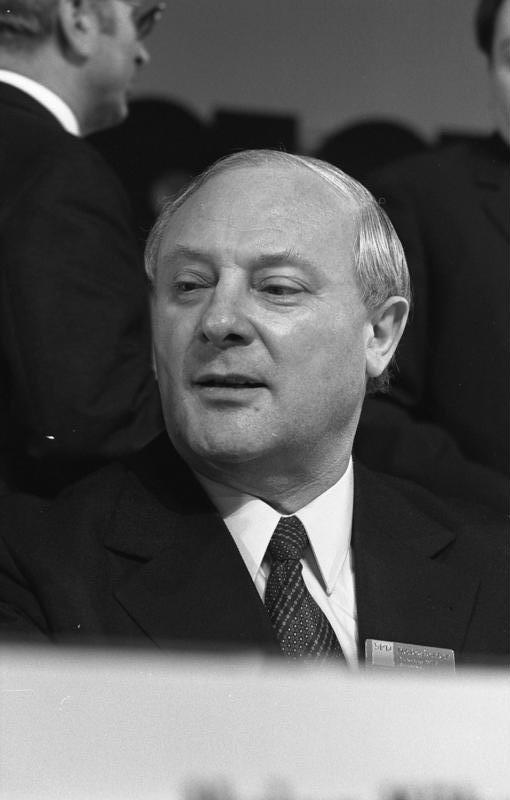
Georg Leber (1973)

- 1950–1957: Jakob Knöß
- 1957–1966: Georg Leber
- 1966–1982: Rudolf Sperner
- 1982–1991: Konrad Carl
- 1991–1995: Bruno Köbele
- 1995–2013 Klaus Wiesehügel
- 2013 – aktuell Robert Feiger

## Weitere Mitglieder
- Werner Böwing. Der Sozialist und Pazifist war seit 1950 Mitglied der IG Bau-Steine Erden und wurde im April 1956 in Wuppertal deren hauptamtlicher Mitarbeiter. Im Mai 1958 wurde er erstmals zum Geschäftsführer der Verwaltungsstelle Solingen der IG Bau-Steine Erden gewählt. Dieses Amt bekleidete er bis Oktober 1987.